# Колумбийский пастушок
Колумбийский пастушок (лат. Rallus semiplumbeus) — вид птиц из семейства пастушковых. Эндемик Колумбии.

## Распространение
Эндемики Колумбии, где живут на восточных склонах Анд. При этом ареал подвида peruvianus неизвестен. Возможно, его представители присутствуют в Перу (они, вероятно, вымерли, так как не наблюдались с момента открытия в XIX веке, когда была добыта единственная особь).

## Описание
Длина тела 25-30 см. Самцы и самки похожи. Пухлая серая голова, грудка и верхняя часть живота позволяют отличить этих птиц от представителей сходного по строению вида R. limicola. Имеется неровная белая штриховка на боках с коричневатым оттенком сзади, тусклые красные клюв и ноги. Отличаются от гораздо меньших по размеру R. antarcticus оливково-коричневыми краями перьев и спинным оперением, менее равномерно расположенными и более узкими белыми полосами на боках.

## Биология
В первую очередь в рацион входят водные беспозвоночные и личинки насекомых, но также черви, моллюски, мёртвая рыба, лягушки, головастики и растительный материал. Активны с рассвета до заката. Не издают звуков ночью.